# Дајнис Криштопанс
Дајнис Криштопанс (лет. Dainis Krištopāns; Лудза, 27. септембар 1990) летонски је рукометаш и репрезентативац који тренутно игра у Бундеслиги за Мелзунген на позицији десног бека.
Један је од највиших рукометаша на свету са 215 цм и тежине 135 кг. Са екипом Вардаром је освојио ЕХФ Лигу шампиона 2019. године и био изабран у најбољи тим на позицији десног бека.

## Клубови у којима је играо
- Татран Прешов (2009—2015)
- Ал−Рајан (2015)
- Мешков Брест (2015—2017)
- Вардар (2017—2020)
- Фише Берлин (2020)
- Париз Сен Жермен (2020—2023)
- Мелзунген (2023—)

## Клупски профеји

### Татран Прешов
- Првенство Словачке: 2010, 2011, 2012, 2013, 2014, 2015.
- Куп Словачке: 2010, 2011, 2012, 2013, 2014, 2015.

### Мешков Брест
- Првенство Белорусије: 2016, 2017.
- Куп Белорусије: 2016, 2017.

### Вардар
- ЕХФ Лига шампиона: 2019.
- Суперлига Македоније: 2018, 2019.
- Куп Македоније: 2018.
- СЕХА лига: 2018.

### ПСЖ
- Првенство Француске: 2021, 2022, 2023.
- Куп Француске: 2021, 2022.